# قرن حلية
قرن حلية قرية في ناحية عين الشرقية التابعة لمنطقة جبلة في محافظة اللاذقية. بلغ عدد سكانها 1053 نسمة عام 2004.